# Ликовриси-Пефки
Лико́вриси-Пе́фки (греч. Δήμος Λυκόβρυσης — Πεύκης) — община (дим) в Греции. Входит в периферийную единицу Северные Афины в периферии Аттика. Население — 31 002 жителя по переписи 2011 года. Площадь — 4,126 квадратного километра. Плотность — 7513,81 человека на квадратный километр. Административный центр — Пефки. Димархом на местных выборах в 2014 году избран Анастасиос Мавридис (Αναστάσιος Μαυρίδης).
Община создана в 2010 году (греч. ΦΕΚ 87Α) по программе «Калликратис» при слиянии упразднённых общин Пефки и Ликоврисис.

## Административное деление

Административное деление общины:
1 — Пефки
2 — Ликоврисис

Община (дим) Ликовриси-Пефки делится на две общинные единицы.